# Idotea ziczac
Idotea ziczac är en kräftdjursart som beskrevs av Barnard 1951. Idotea ziczac ingår i släktet Idotea och familjen tånglöss. Inga underarter finns listade i Catalogue of Life.